# Semiothisa cometifera
Semiothisa cometifera är en fjärilsart som beskrevs av Butler 1881. Semiothisa cometifera ingår i släktet Semiothisa och familjen mätare. Inga underarter finns listade i Catalogue of Life.